# الحب اللانهائي (2014)
الحب اللانهائي (بالإنجليزية: Endless Love)‏ هو فيلم رومانسي تم إنتاجه في الولايات المتحدة وصدر في سنة 2014. من بطولة أليكس بيتيفر وغابرييلا وايلد وجولي ريتشاردسون وروبرت باتريك.

## القصة
تدور أحداث الفيلم في إطارٍ رومانسي اجتماعي حول فتاةٍ مميزة، وشابٍ وسيم يدق الحب قلبهما، إلا أن الآباء يكون لديهم رأيٌ آخر في ذلك الحب ويعقدون بعزم على التفرقة بينهما.

## الميزانية والإيرادات
بلغت تكلفة إنتاج الفيلم حوالي 20 مليون دولار بينما حقق إيرادات تقدر بـ 34718173 دولار.

## وصلات خارجية
- Endless Love 2014 على موقع IMDb (الإنجليزية)
- Endless Love 2014 على موقع ميتاكريتيك (الإنجليزية)
- Endless Love 2014 على موقع روتن توميتوز (الإنجليزية)
- Endless Love 2014 على موقع نتفليكس (الإنجليزية)
- Endless Love 2014 على موقع قاعدة بيانات الأفلام العربية
- Endless Love 2014 على موقع ألو سيني (الفرنسية)
- Endless Love 2014 على موقع أول موفي (الإنجليزية)
- Endless Love 2014 على موقع بوكس أوفيس موجو (الإنجليزية)
- Endless Love 2014 على موقع فيلمافينيتي (الإسبانية)
- Endless Love 2014 على موقع قاعدة بيانات الأفلام السويدية (السويدية)